# Hay Foot, Straw Foot !
Pour plus de détails, voir Fiche technique et Distribution.
Hay Foot, Straw Foot ! est un film muet américain de Jerome Storm, sorti en 1919.

## Synopsis
Ulysses S. Grant Briggs, élevé par son grand-père Thaddeus, qui a servi sous les ordres du Général Grant, grandit avec ce dernier pour héros alors que son voisin Jeff Hanan, un ancien soldat confédéré, vénère le Général Lee.
Lorsque la guerre est déclarée, Thaddeus et Jeff oublient leurs querelles et entraînent Ulysses pour le service militaire. Lors d'un spectacle amateur au camp d'entraînement, Ulysses tombe amoureux de la danseuse Betty Martin, mais, se souvenant des admonestations de son grand-père ("Fais attention aux actrices !"), il l'évite. Lorsque Harry Weller attire Betty dans une taverne mal famée, Ulysses les suit, bien qu'il encoure de ce fait la cour martiale. Entendant Betty se débattre, Ulysses se bat avec Weller et empêche la police militaire d'entrer jusqu'à ce que Betty ait pu s'échapper par une fenêtre. Ulysses est mis aux arrêts et Thaddeus et Jeff essayent en vain de le convaincre de parler. Après que Betty a confessé sa responsabilité, Thaddeus et Jeff finissent par s'accorder sur le fait qu'Ulysses a fait ce que Grant et Lee auraient fait en de pareilles circonstances.

## Fiche technique
- Titre original : Hay Foot, Straw Foot!
- Réalisation : Jerome Storm
- Direction artistique : C. Tracy Hoag
- Photographie : Chester A. Lyons
- Montage : Ralph Dixon
- Producteur : Thomas H. Ince
- Société de production : Thomas H. Ince Productions
- Société de distribution : Famous Players-Lasky Corporation
- Pays de production :  États-Unis
- Langue originale : anglais
- Format : noir et blanc — 35 mm — 1,37:1 — Muet
- Genre : Comédie
- Durée : 50 minutes
- Dates de sortie : États-Unis : 22 juin 1919
- Licence : domaine public

## Distribution
- Charles Ray : Ulysses S. Grant Briggs
- Doris May : Betty Martin
- William Conklin : Harry Weller
- Spottiswoode Aitken : Thaddeus Briggs
- J.P. Lockney : Jeff Hanan